# 光禹
光禹（1965年—），本名李光宇，台灣廣播主持人、主持人、散文作家、小說作家、作詞人、作曲人，現為飛碟電台節目《夜光家族》主持人，二十幾年來在深夜陪伴許多六、七、八年級生求學時期的時光。

## 個人生活
他的行事十分低調，除了不接受宣傳與訪問外，也相當維護自己肖像權，堅拒於公共場合露臉。

## 生平
本身弱視的光禹畢業於台北淡江大學土木系，據他個人說法，本想學成後投考台灣電力公司的公務員，卻於畢業後逕自投入台灣無線廣播界。1990年代中期，他企劃製作且與唐陶主持的《周日風情話》於警察廣播電台播出，因節目內容相當有深度，因此受到矚目。
由於《周日風情話》的成功，使得光禹受到警察廣播電台器重，兼任交通網台北台《今夜台北》的主持工作，該節目播出時段雖是最不被看好的午夜凌晨時段，但意外的，因為光禹本身的文學素養，獨特的聲線與主持風格，深受學生與夜貓族的歡迎。
1993年6月，該節目的另一位主持人唐陶辭去節目主持，往台灣有線電視節目發展。改由光禹獨挑大梁主持的《今夜台北》改名為《今夜家族》。
1994年，入圍廣播金鐘獎綜藝節目主持人獎（今夜台北－唱一首人生的歌 / 警察廣播電臺臺北臺）
1996年10月，趙少康創辦的飛碟電台開播。光禹離開警廣，與張小燕、趙少康等名人成為飛碟電台的開台人物之一。而他於子夜主持的《夜光家族》，仍為台灣相當受歡迎的廣播節目。

## 寫作
除了廣播節目外，光禹也於1993年起從事文字創作。該年11月，出版個人首部作品《媽咪小太陽》。以獨特觀察點切入台灣社會常見的家庭問題。該作品不但角色鮮明，文筆也生動且不落俗套。因此一推出就於台灣書壇造成轟動。《媽咪小太陽》不僅於當年成為台灣的暢銷書，更於短期內連出七十餘版。之後，他於台灣出版的文學作品，也普遍受到當地相當程度的歡迎。
光禹的作品以散文與小說為主。其中，散文多為生活經驗的描述，傳達光禹個人想法與生活態度。而小說創作則充滿人文關懷，且以寫實基調呈現。除了反映現實外，光禹作品行文亦流暢俐落，觀察入微。也因為這些優點，自1993年11月首部作品問世以來，他的作品不論是散文，小說，都於台灣成為暢銷書。

## 作品列表

### 出版書籍
| 年份       | 書名                         | 作者 | 出版社 | ISBN               |
| ---------- | ---------------------------- | ---- | ------ | ------------------ |
| 1993年11月 | 《媽咪小太陽》               | 光禹 | 圓神   | ISBN 9576071232    |
| 1994年10月 | 《親愛酷爸爸》               | 光禹 | 圓神   | ISBN 9576071569    |
| 1995年9月  | 《天天有智慧》               | 光禹 | 圓神   | ISBN 9576071852    |
| 1996年11月 | 《疼惜好生活》               | 光禹 | 圓神   | ISBN 9576072468    |
| 1997年6月  | 《誰來教我愛》               | 光禹 | 圓神   | ISBN 9576072689    |
| 1998年1月  | 《昨日的叛逆》               | 光禹 | 圓神   | ISBN 9576073030    |
| 1998年7月  | 《在勇氣邊緣》               | 光禹 | 圓神   | ISBN 9576073286    |
| 1999年2月  | 《為真愛承諾》               | 光禹 | 圓神   | ISBN 9576073537    |
| 1999年7月  | 《不放過青春》               | 光禹 | 圓神   | ISBN 9576073861    |
| 2000年7月  | 《給最初的愛》               | 光禹 | 圓神   | ISBN 9576074657    |
| 2000年10月 | 《愛回到最初》               | 光禹 | 圓神   | ISBN 9576075476    |
| 2005年     | 《媽咪小太陽》（精裝典藏版） | 光禹 | 圓神   | ISBN 9789861330839 |
| 2005年     | 《親愛酷爸爸》（精裝典藏版） | 光禹 | 圓神   | ISBN 9789861330846 |
| 2005年     | 《天天有智慧》（精裝典藏版） | 光禹 | 圓神   | ISBN 9789861330853 |
| 2005年     | 《疼惜好生活》（精裝典藏版） | 光禹 | 圓神   | ISBN 9789861330860 |
| 2005年     | 《誰來教我愛》（精裝典藏版） | 光禹 | 圓神   | ISBN 9789861330877 |
| 2005年     | 《昨日的叛逆》（精裝典藏版） | 光禹 | 圓神   | ISBN 9789861330884 |
| 2005年     | 《在勇氣邊緣》（精裝典藏版） | 光禹 | 圓神   | ISBN 9789861330891 |
| 2005年     | 《為真愛承諾》（精裝典藏版） | 光禹 | 圓神   | ISBN 9789861330907 |
| 2005年     | 《不放過青春》（精裝典藏版） | 光禹 | 圓神   | ISBN 9789861330914 |
| 2005年     | 《給最初的愛》（精裝典藏版） | 光禹 | 圓神   | ISBN 9789861330921 |
| 2005年     | 《愛回到最初》（精裝典藏版） | 光禹 | 圓神   | ISBN 9789861330938 |
| 2017年12月 | 《日記幸福》                 | 光禹 | 圓神   | ISBN 9789861336411 |

### 日記書
| 年份       | 書名                                         | 作者 | 出版社 | ISBN               |
| ---------- | -------------------------------------------- | ---- | ------ | ------------------ |
| 1999年10月 | 《珍貴的一年－光禹極短篇陪你跨越公元2000年》 | 光禹 | 圓神   | ISBN 9789576074097 |

### 共同創作
| 年份      | 書名         | 作者       | 出版社 | ISBN               |
| --------- | ------------ | ---------- | ------ | ------------------ |
| 1997年2月 | 《勇於改變》 | 光禹等20人 | 圓神   | ISBN 9789576072512 |

### 音樂作品
| 歌曲                      | 作詞      | 作曲      | 演唱人  | 備註                                                                                                 |
| ------------------------- | --------- | --------- | ------- | --- |
| 《Family Midnight》       | Onedollar | Onedollar | 光禹    | 《夜光家族》主題歌                                                                                   |
| 《媽咪小太陽》            | 光禹      | 光禹      |         | |
| 《你是我心中永遠的希望》  | 光禹      | 光禹      |         | |
| 《夢裡幽情》              | 光禹      | 光禹      |         | |
| 《深秋的日記》            | 光禹      | 光禹      |         | |
| 《靜夜的等待》            | 光禹      | 光禹      |         | |
| 《給雨生的歌－聽你‧聽我》 | 光禹      | 陳志遠    | 張惠妹  | 單曲由豐華唱片發行，全部收益作為張雨生家人之安家費用。另收錄於張惠妹《妹力新世紀》精選集。           |
| 《因為愛和希望》          | 光禹      | 光禹      | UFO DJs | 為921地震所作之公益歌曲，由飛碟電台DJ群演唱，歌詞收錄於《1999年珍貴的一年》日記書。製作人 : 蔡宗政。 |
| 《原來就是你》            | 光禹      | 未完成    |         | |
| 《香》                    | 光禹      | 未完成    |         | |
| 《愛讓我勇敢作夢》        | 光禹      | 陳國華    | 彭佳慧  | 收錄於彭佳慧《first time》專輯                                                                       |
| 《愛麗絲晚安》            | 光禹      | 秦旭章    | 守夜人  | 收錄於守夜人《永夜島 (Nightland)》專輯                                                               |

## 聲音作品

### 音樂
- 2002年 —《光禹打開藍色大門》- 收錄於《藍色大門》電影原聲帶 (光禹vs電影原聲對白)

- 2003年 —《回到愛的現場》- 范逸臣「信仰愛情.愛情先聽版」EP (光禹動人口白串成的愛情故事)

### 電影
- 2015年 —《我的少女時代》

### 紀錄片
- 2017年 —《重返里山》

高速公路通車前後二十多年間，生活在國道3號苗栗通宵路段淺山環境的人、生物和土地依存共生的關係，這塊土地上人與環境的變化，隨著道路的開通而疏離，再藉由大田鱉的發現而凝聚。
- 2018年 —《白海豚啟示錄》

紀錄白海豚在人類開發下所面臨的困境與危機，來自世界各地的科學家，用專業所學與最新科技，齊力為白海豚尋求出路。
- 2019年 —《聖棱樹冠》

揭開雪霸森林樹冠層生態的神秘面紗，以及與之共生之動植物所有生命的循環。
- 2024年 —《超級蝙蝠》

蝙蝠專家林清隆近20年的研究歷程，串連蝙蝠的食性、棲所、生殖、遷徙及度冬等行為，從科學家的研究觀點，紀錄台灣最新的蝙蝠研究成果、生態習性。

## 獎項

### 廣播金鐘獎
| 年份   | 獲提名                   | 獎項                             | 結果 |
| ------ | ------------------------ | -------------------------------- | ---- |
| 1994年 | 今夜台北－唱一首人生的歌 | 第29屆廣播金鐘獎綜藝節目主持人獎 | 提名 |

## 外部連結
- 飛碟夜光家族粉絲團的Facebook專頁
- facebook 社團-光禹的夜光家族朋友會 （页面存档备份，存于）
- 飛碟電台DJ-光禹簡介 （页面存档备份，存于）